# Christian Falster
Christian Falster (født 1. januar 1690 i Branderslev på Lolland, død 24. oktober 1752 i Ribe) var en dansk skolemand, digter og klassisk filolog.

## Skolemanden
Han fik sin studentereksamen ved Nykøbing Katedralskole. Som 22-årig kom han til Ribe Katedralskole som konrektor, hvor det gennem et langt liv lykkedes ham at styrke og forbedre skolen, samtidig med at han fik europæisk ry som latinsk filolog. Han blev skolens rektor i 1723 og fik opført en ny skolebygning samt indrettet et godt bibliotek (som stadig danner grundstammen i katedralskolens bibliotek).
Han blev gentagne gange tilbudt højere stillinger, en gang som rektor i Roskilde og to tilbud om professorembeder i København, men han afslog dem, da han fandt sig godt til rette som underviser i Ribe.

## Den danske forfatter
Efter at være blevet konrektor på skolen begyndte han en dansk oversættelse af Juvenals 14. satire, der som motto har: "Maxima debetur puero reverentia!" ("Man skylder den opvoksende ungdom den største ærbødighed og omsorg!"). Da den er færdiggjort sender han den til en af sine velyndere Greve Christian Rantzau (som også er Ludvig Holbergs velynder). Grev Rantzau er dog ikke særlig begejstret og han sender et brev tilbage til Falster hvor han opfordrer ham til at skrive nogle nye satirer der omhandler samtiden. Dette tager Falster til efterretning og i perioden 1720-1722 skriver han seks satirer.
De fem af dem bliver udgivet anonymt straks efter, og den først udgivne satire Disse Tiders onde Optugtelse opnåede allerede i 1726 et oplag på 6000 eksemplarer, et især for den tid meget stort tal.
Hans formodentlig første satire Verden som et Doll-Huus (Verden som et galehus) bliver først udgivet i 1730, efter en pause på 8 år og med betydelige ændringer. Falsterudgiveren Aage Schiøttz-Christensen skriver at Falster har to perioder i sin satireforfatter-virksomhed. Den første periode på de to år i 1720-22 hvor satirerne er sprudlende og optimistiske og den sidste periode fra 1730-1742 hvor mismodet og pessisimismen præger teksterne. Denne anden periode indtræder samtidig med regeringsskiftet hvor den pietistiske Christian 6. overtager tronen. Christian 6. ser ikke med milde øjne på underholdende litteratur, og udover at teatrene i hans regeringsperiode lukkes, forstærkes censuren overfor skønlitteraturen, noget som både Falster og Ludvig Holberg får at føle.
Falster skrev også forskellige lejlighedsdigte, størst var et mindedigt over Frederik 4. som han afsluttede i 1737. På det tidspunkt var det ikke velset at udgive digte over den forrige konge, og censoren historikeren Hans Gram ville ikke tillade trykningen af det. I stedet gav Falster det til en af sine tidligere elever, Andreas Raarup, som endelig i 1770 fik det trykt med titlen Vers over Kong Friederich den Fierde.
Falster er altid blevet stillet i skyggen af sin samtidige Ludvig Holberg, og det med rette. Hans satirer savnede den humor som Holbergs komedier indeholdt, og Falster indså selv dette. Det er sandsynligvis nok derfor at han stoppede med produktionen af sine satirer i 1722.

## Den latinske filolog
Falster havde ved siden af sit anonyme danske forfatterskab også et latinsk. Dette vægtede han selv og hans samtidige væsentligt højere. Europæisk kendt blev han for sine essays, Amoenitates philologicae, der udkom i Amsterdam i 3 bind 1729-1732 (på dansk "Lærdoms Lystgaard" v. Jørgen Olrik 1919) og som er blevet sammenlignet med Ludvig Holbergs Epistler.
Han arbejdede også på et meget omfangsrigt kommenteret leksikon til hans yndlingsforfatter romeren Aulus Gellius' værk Noctes Atticae (Attiske Nætter). Det kom til at hedde Noctes Ripensis (Ripensiske Nætter), men dette blev aldrig udgivet. Det findes i dag på Det Kongelige Bibliotek (Hs. E don. var. 4, fol.; indtil 1938 på Universitetsbiblioteket) og fylder 1029 manuskriptsider. Alligevel omfattes Falsters mest betydningsfulde anmærkninger til Gellius i det andet og tredje bind af Amoenitates Philologicae
Falster viser i disse værker hvor stærkt han er påvirket af den europæiske humanisme, som den gav sig udtryk fra renæssancen og frem bl.a. i Erasmus af Rotterdams værker. Det er en retning som er dybt influeret af antikkens forfattere, og det er også disse forfattere som Falster ustandselig citerer i sine værker.

## Satirerne
Årstallet i parentes er udgivelsesårstallet og afspejler ikke nødvendigvis affattelsestidspunktet:
- Disse Tiders onde Optugtelse, 1720.
- Daarers alamodiske Leve-Regler, 1721.
- Dend daarlige udenlandske Rejse og modige Hiemkomst, 1721.
- Dend U-tidige Rang-Syge, 1722.
- Dend Uforsvarlige Recommendation, 1722.
- Verden som et Doll-Huus, 1730.
- Om falske Venner, 1739.
- Den Latinske Skriverstue, 1742.

## Værker på dansk
- Satirer, 1720-42, C.A. Reitzels Forlag, 1982. Bind 1: Tekst, ISBN 87-7421-322-9. Bind 2: Kommentarer. ISBN 87-7421-323-7.
- Lærdoms Lystgaard 1-3, Gyldendal, 1919-1920.
- Hans salmer er trykt i Hymnologiske Meddelelser, årgang 1981, udgivet af Salmehistorisk Selskab : Nordisk Institut for Hymnologi.